# Triptilion capillatum
Triptilion capillatum là một loài thực vật có hoa trong họ Cúc. Loài này được (D.Don) Hook. & Arn. miêu tả khoa học đầu tiên năm 1836.